# Portes-en-Valdaine
Portes-en-Valdaine là một xã thuộc tỉnh Drôme trong vùng Auvergne-Rhône-Alpes ở đông nam nước Pháp. Xã Portes-en-Valdaine nằm ở khu vực có độ cao từ 157-470 mét trên mực nước biển.